# Eunicea fusca
Eunicea fusca är en korallart som beskrevs av Duchassaing och Giovanni Michelotti 1860. Eunicea fusca ingår i släktet Eunicea och familjen Plexauridae. Inga underarter finns listade i Catalogue of Life.